# Кућа Љубе Дидића
Кућа Љубе Дидића налазе се у склопу централног градског језгра Сокобање поред Административне зграде. Уписана је у листу заштићених споменика културе Републике Србије (ИД бр. СК 758).

## Карактеристике
Кућа у којој је живео организатор Тимочке буне у сокобањском крају, Љуба Дидић, који је после угушења побуне од стране власти под Обреновићевским режимом, одлуком Преког суда у Зајечару био осуђен на смрт и стрељан заједно са осталим учесницима 7. новембра 1883. године на Краљевици. Објекат поседује локацију у Ул. Драговићевој бр. 25. у Сокобањи. Време настанка куће је средина 19. века. Кућа мањих димензија саграђена је бондручком конструкцијом зидова и покривена је ћерамидом. Стоји слободно са свих страна. Састоји се из кухиње у којој је некада било смештено огњиште а која непосредно повезана са остале две просторије у финкцији соба. Једноставног је спољњег изгледа, без истицања појединих градитељско естетских детаља.